# タッチ・デ・ウノー!シリーズ
タッチ・デ・ウノー!は、セガより発売されている脳ゲームのシリーズ。

## ラインナップ
- NAOMI用
  - タッチ・デ・ウノー!（1999年8月）
  - タッチ・デ・ウノー！2 こんどはふたりでタッチしよ!（2000年2月）
  - 頭脳能力向上マシーン タッチでズノー 楽しくチェック? それともバトル!?（2006年7月）[1]
- ニンテンドーDS用
  - タッチ・デ・ウノー!DS（2007年6月21日）
  - タッチでズノーDS（2008年1月17日）